# Khu mỏ Blegny

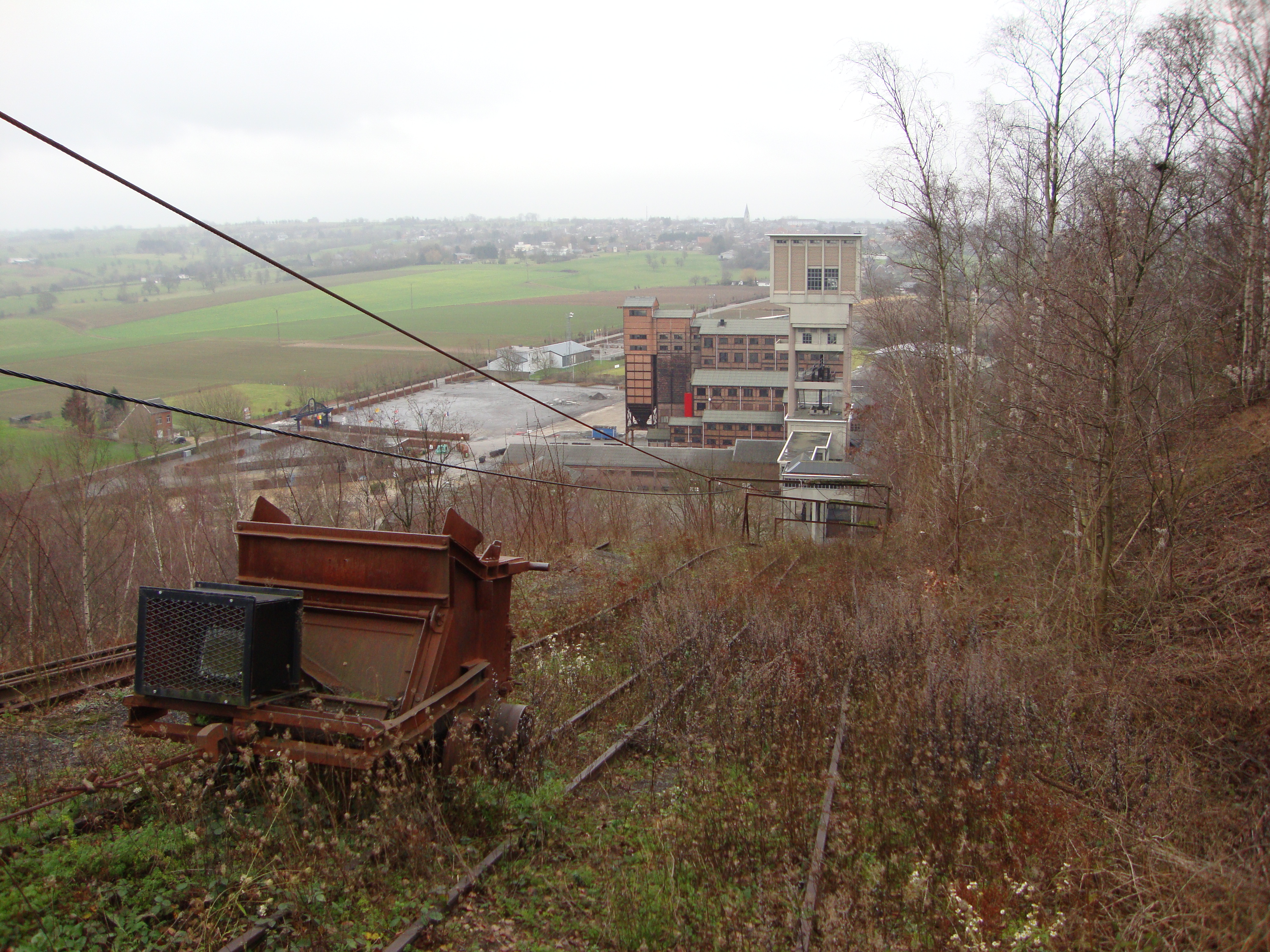
Mỏ than Blegny

Khu mỏ Blegny là một bảo tàng mỏ than nằm ở Blegny, gần Liège, Bỉ. Bảo tàng là một điểm dừng của Tuyến đường di sản công nghiệp châu Âu, đồng thời cũng là một phần của di sản thế giới Khu mỏ chính ở Wallonia được UNESCO công nhận vào năm 2012. Mỏ than là một minh chứng cho quá trình công nghiệp hóa (giai đoạn 1860-1960) với việc sử dụng điện và động cơ đốt trong.
Đây là mỏ than cuối cùng ở lưu vực Liège. Mỏ than đã dừng hoạt động khai thác và thương mại vào năm 1980, và mở cửa cho công chúng tham quan như là một địa danh du lịch. Mỏ than bao gồm hai giếng khai thác ở độ sâu 530 mét. Ở độ sâu 30 và 60 mét là phòng trưng bày được bố trí hệ thống thông gió. Tại đây, du khách có thể chiêm ngưỡng động cơ diesel cổ, hệ thống vận chuyển than bằng đường sắt.